# Guesálaz
Guesálaz település Spanyolországban, Navarra autonóm közösségben. Guesálaz Yerri, Lezaun, Salinas de Oro, Goñi, Guirguillano, Cirauqui, Etxauri, Ciriza-Ziritza, Bidaurreta és Echarri-Etxarri községekkel határos. Lakosainak száma 433 fő (2024).

## Népesség
A település népessége az elmúlt években az alábbi módon változott:
| Lakosok száma | 482  | 453  | 460  | 457  | 464  | 456  | 454  | 432  | 438  | 433  |
|               | 2001 | 2004 | 2007 | 2009 | 2012 | 2014 | 2017 | 2019 | 2022 | 2024 |